# ジャパンドリームエンターテイメント
ジャパンドリームエンターテイメント株式会社（Japan Dream Entertainment）は、かつて存在した日本の芸能プロダクション。

## 概要
小金沢昇司が、2014年2月4日に所属していた北島音楽事務所から「暖簾分け」の形で独立した上で、自身の新事務所である「ジャパンドリームエンターテイメント株式会社」を設立することを発表。2014年10月に設立して事業を開始し、イベントなどを中心に活動していた他、一部の版権も所有していた。
しかし、2020年に入ってから、新型コロナウイルスによる影響により、イベント等の出演依頼が開催中止などにより仕事量が急減。これに追い打ちをかけるかのように、同年11月28日に小金沢が自分が運転していた車で追突事故を起こし、小金沢は酒気帯び運転容疑で逮捕されたと同時に、芸能活動を自粛することになり（同年12月に不起訴処分が確定）、これに伴い実質的に芸能プロダクション活動を停止することになった。最末期は小金沢と社員1人のみとなっていた。
2021年7月21日に、関連会社であるブルークリスタルプロダクションと共に、東京地方裁判所から破産手続開始決定を受けた。負債総額は2社合計で約6200万円。ジャパンドリームエンターテイメントは同年7月中に事務所を閉鎖した。
ジャパンドリームエンターテイメントは2022年3月22日に法人格が消滅した。

## 所属していた歌手・タレント
- 小金沢昇司
- 半田浩二 - 半田浩二音楽事務所へ移籍
- 宍戸マサル - ジャパンドリームミュージックを設立し独立
- チャッピー - ジャパンドリームへ移籍
- 雅弘